# Дженніфер Джонстон
Дженніфер Джонстон (англ. Jennifer Johnston) — ірландська письменниця, член Королівського літературного товариства. Є одним з найвидатніших авторів ірландської літератури. Її твори перекладені французькою, словенською, чеською, хорватською, румунською та болгарською мовами.

## Біографія
Дженніфер Джонстон народилася 12 січня 1930 року у Дубліні у творчій родині драматурга Деніса Джонстона та акторки Шеллі Річардс.
Здобула освіту у Триніті-коледжі.
Її перший роман «Капітани та королі» був опублікований у 1972 році та приніс визнання у літературних колах.
Надалі були видані інші романи Д. Джонстон, в яких підіймаються питання складних англо-ірландських відносин під час війни за незалежність Ірландії та становлення молодої держави; досліджуються проблеми особистого вибору та сімейних відносин.

## Вибрані твори

### Романи
- «Капітани і королі», 1972;

- «Ворота», 1973;

- «Скільки миль до Вавілону?», 1974;

- «Тіні на нашій шкірі», 1977;

- «Старий жартівник», 1979;

- «Різдвяна ялинка», 1982;

- «Людина залізничного вокзалу», 1985;

- «Заповідник дурнів», 1988;

- «Невидимий черв'як», 1993;

- «Ілюзіоніст», 1995;

- «Два місяці», 1998.

### П'єси
- «Соловей і не жайворонок», 1981;

- «Бабине літо, 1983»;

- «Колискова в пустелі», 1996.[5]

## Екранізації
У 1988 році за романом «Старий жартівник» режисером Робертом Найтсом був знятий фільм «Світанок».

## Номінації та нагороди
- Книжкова премія «Yorkshire Post» («Капітани і королі»), 1972[7];
- Премія Клубу авторів за перший роман («Капітани і королі»), 1973[8];

- Букерівська премія («Тіні на нашій шкірі»), 1977 (короткий список)[9];

- Премія Whitbread Book Awards («Старий жартівник»), 1979[10].

У 2012 році отримала нагороду за прижиттєві досягнення та була включена до Залу слави ірландської літератури.